# لويس برغر
لويس برغر (12 مارس 1978 بويندهوك في ناميبيا - ) (بالإنجليزية: Louis Burger)‏ هو لاعب كريكت ناميبي. شارك مع منتخب ناميبيا الوطني للكريكت.

## وصلات خارجية
- لويس برغر على موقع إي آس بي آن كريك إنفو (الإنجليزية)